# Petra Faksova
Petra Faksova (Praga, 3 marzo 1975) è un'attrice e modella ceca.

## Biografia
Petra Faksova arriva in Italia come modella ma poi intraprende la strada della recitazione.

## Filmografia
- Il commissario – serie TV, 1 episodio (2001)
- Il maresciallo Rocca – serie TV, 1 episodio (2001)
- Distretto di Polizia 2, regia di Antonello Grimaldi - serie TV, episodio 2x16 (2001)
- Papa Giovanni - Ioannes XXIII – miniserie TV, 2 episodi (2002)
- Padri, regia di Riccardo Donna – film TV (2002)
- Una famiglia per caso, regia di Camilla Costanzo e Alessio Cremonini – film TV (2003)
- La terza stella, regia di Alberto Ferrari (2005)
- Edda, regia di Giorgio Capitani – miniserie TV, 2 episodi (2005)
- Il padre delle spose, regia di Lodovico Gasparini – film TV (2006)
- R.I.S. 5 - Delitti imperfetti, regia di Fabio Tagliavia – serie TV, episodio 5x15 (2009)
- Scusa ma ti voglio sposare, regia di Federico Moccia (2010)
- R.I.S. Roma 2 - Delitti imperfetti, regia di Francesco Micciché – serie TV, episodio 2x01 (2011)